# Glyceria depauperata
Glyceria depauperata är en gräsart som beskrevs av Jisaburo Ohwi. Glyceria depauperata ingår i släktet glycerior, och familjen gräs. Inga underarter finns listade i Catalogue of Life.